# 中村典子
中村 典子（なかむら のりこ、1965年 - ）は、現代音楽（クラシック）作曲家。

## 略歴
中村典子は、1965年（昭和40年）に滋賀県草津市上笠に生まれる。小学校でオルガンやピアノを弾き、中学・高校では合唱部・合唱団に所属するなど、音楽と親しみながら成長した。しかし、幼少時オルガン教室で自分が弾く曲とそこから見える田園風景が「合っていない」と感じ、一方近くの神社の祭礼や伝統芸能は周囲の景色に「合っている」と感じていた。「いつかは、この風景に合った音楽を楽譜につづりたい」との思いから作曲家を幼い時から目指した。
1983年（昭和58年）4月京都市立芸術大学音楽学部に入学しクラシック音楽を学び、曲の仕組みは理解できたが、故郷の風景との違和感を解消する曲は作れなかった。1991年（平成3年）同大学研究科に進み、大学院入学後大学派遣によりブレーメン芸術大学へゼメスターに留学した。その様な中で偶然耳にした現代尺八の音色から、自分の周囲や日本の歴史に対しての勉強不足を気付き、草津市内の神社を巡りその地の空気を感じ、伝統芸能・歌舞伎・雅楽など日本の音楽からアジアの音楽に積極的に触れた結果、「西洋と日本の音楽は別々ではなく、繋がっている」との思いに達し、自分の中の違和感が漸く解消された。
1989年（平成元年）、巨大な自然の意思を表現した「ノリ」で作曲家デビュー。「ノリ」は日本語の祝詞と韓国語の「ノレ（歌）」から名づけた曲で、国連憲章50周年記念国際舞踊フェスティバルの日本代表曲に選ばれ、サンフランシスコのオペラハウスで上演された。その後、「内なる湖」、「母なる湖」、「アカ(閼伽)」、「天湖頌（琵琶湖周航の歌幻想）」など滋賀を表現した曲や、NHKのテーマ音楽、独日協会40周年記念作品、フルートオーケストラ「湖笛の会」25周年記念作品、水をテーマにした曲「江州音頭幻想」など数々の楽曲を手がけ、国内外で高い評価を受けている。現在、母校である京都市立芸術大学音楽学部・音楽研究科准教授。

## 年譜
年譜概要
1965年 誕生
1987年 京都市立芸術大学音楽学部を卒業。大学院に進学。
1991年 京都市立芸術大学大学院音楽研究科作曲専攻修了、大学非常勤講師に就任。
1992年 日韓現代音楽作曲家の夕べに参加。
1993年 NHK大阪放送局委嘱番組テーマ音楽担当。
1994年 日本音楽フェスティバル（於:メキシコ）に参加、京において能楽堂で創作バレエ「櫻メタフォシス」を上演。
1995年 NHK-FM「現代の音楽」担当。創作バレエが東京フェスティバルバレエ全米公演の演目となり全米9都市で上演、また、自作が国連憲章50周年記念国際舞踊フェスティバル"UNited We Dance"（於：サンフランシスコ）の日本代表曲に選ばれる。
1996年 舞踊作品による個展を行う、京都市立芸術大学専任講師に就任。
1997年 小倉理三郎音楽奨学金を授与され、日独現代音楽演奏会を実施。
1998年 日本音楽集団委嘱作品、打楽器作品による個展を実施。
2000年 以降「京都芸術センター企画委員」として03年まで計18回の音楽会を企画・制作を行う。京都市立芸術大学120周年記念ガラ・コンサートにて「内なる湖」ウィンドオーケストラのための-を発表。バイエルン独日協会40周年記念作品「イモセ」尺八と二十絃箏のための-がミュンヘン初演、京都市芸術新人賞受賞記念「箏のアジア・尺八のアジア」を公演。
2002年 フルートオーケストラ「湖笛の会」20周年記念委嘱作品「母なる湖」を発表。
2004年 「与謝蕪村の句による声の風景」を公演。
2007年 「湖笛の会」25周年記念委嘱作品「天湖頌」を発表。
2008年 KLANG ZEIT（於：ミュンスター）、水の作品による個展。
2009年 Asian-Pacific Contemporary Music Festival入選（韓国）。
2010年 シアターピース「生命の舟」（滋賀県立芸術創造館）発表。草津アミカホール「作曲家中村典子の世界」二つの個展。
2011年 NHK-FM特集オーディオドラマ「雪姫遠野おしらさま迷宮」音楽担当。ACL(台湾)入選。10月1日准教授に昇任。
受賞歴
- 1987年 京都音楽協会賞
- 1991年 京都市立芸術大学大学院大学院賞
- 2001年 京都市芸術新人賞受賞。
- 2010年 滋賀県文化奨励賞受賞。

所属
日本現代音楽協会、(社)日本作曲家協議会会員、東洋音楽学会、国際伝統音楽学会
主要作品
- 「ノリ」-女声、ピアノ、打楽器のための(1989年)
- 「カサヌヒ」-ヴァイオリン、ヴィオラ、チェロのための(1991年)
- 「ナビ」-フルートと打楽器のための(1992年)
- 「光の泉」-フルートオーケストラのための(1993年)
- 「サクラ」-2人のヴァイオリン奏者のための(1993年)
- 「花変容」（舞踊作品）(1994年)
- 「アカ」-ピアノ奏者のための(1994年)
- 「マナ」-コロラトゥーラソプラノのための(1995年)
- 「ムレ」-3人のマリンバ奏者のための(1996年-1997年)
- 「ハル」-コロラトゥーラソプラノのための(1997年)
- 「ナガ」-マリンバ奏者のための(1997年)
- 「ハナ」-コロラトゥーラソプラノのための(1998年)
- 「クサ」-5人の打楽器奏者のための(1998年)
- 「クリタ」-2面の箏のための(1998年)
- 「カタ」-マリンバ奏者のための(1998年・2000年)
- 「内なる湖」-管楽オーケストラのための(2000年)
- 「イモセ」-尺八と二十絃箏のための(2001年)
- 「リバーサイドララバイ」-ギター独奏のための-（川のほとりのこもりうた）(2001年)
- 「朱雀抄」-ハープ独奏のための(2001年)
- 「如月」-尺八独奏のための三章(2001年)
- 「母なる湖」-フルートオーケストラのための連作組曲(2002年)
- 「水の輪のように」-フルートオーケストラのための(2002年)
- 「アガタ」-フルート独奏のための(2002年)
- 「アガタとナビ」-フルートと打楽器のための(2002年.1992年)
- 「菜の花や月は東に日は西に」（無伴奏混声合唱曲）(2002年)
- 「与謝蕪村の句による四季のうた」（無伴奏混声合唱組曲.全4曲）(2002年-2004年)
- 「与謝蕪村の句による五つの冬の歌」(2003年)
- 「カガミ」-オーボエと二十絃箏のための(2004年)
- 「いのり」-ソプラノ独唱のための(2006年)
- 「天湖頌」-フルートオーケストラのための(2007年)
- 「ハタ」-オーボエとピアノのための(2007年)
- 「川のほとりのこもりうた」-トイ・ピアノのための(2007年)
- 「川のほとりのこもりうた」-オーボエとファゴットとピアノのための(2007年)
- 「川のほとりのこもりうた」-よし笛2重奏のための(2007年)
- 「川のほとりのこもりうた」-よし笛3重奏のための(2007年)
- 「水鳥の歌（琵琶湖周航の歌幻想）」-よし笛と十七絃のための(2008年)
- 「廉太郎の花」-マリンバ連弾のための(2008年)
- 「水鳥の歌」（琵琶湖周航の歌幻想）-うたとピアノのための(2008年)
- 「りんごの朝の歌」-ヴァイオリンとピアノのための(2008年)
- 音楽物語「ぎんのなみ おどる」(2008年)
- 「川のほとりのこもりうた」-オーボエと十三絃箏のため(2008年)
- 「川のほとりのこもりうた」-ソプラノと弦楽四重奏、ピアノのための(2008年)
- 「川のほとりのこもりうた」-よし笛2重奏のための(2008年)
- 「川のほとりのこもりうた」-ソプラノと17絃箏、ヴァイオリン、マリンバ、ピアノのための(2008年)
- 「川のほとりのこもりうた」-フルートオーケストラのための(2008年)
- 「川のほとりのこもりうた」-二胡、ファゴット、ピアノのための(2008年)
- 「川のほとりのこもりうた」-よし笛、三味線、箏のための(2008年)
- 「川のほとりのこもりうた」-チェロとピアノのための(2008年)
- 「喜春楽幻想」-篠笛、十七絃箏、箏のための(2008年)
- 「秋風楽幻想」-篠笛、十七絃箏、箏のための(2008年)
- 「越天楽幻想」-提琴、十七絃箏、鋼琴、打物のための(2008年)
- 「星海波」-提琴、十七絃箏・箏、打物のための(2008年)
- 「草のおと」-チェロと十七絃箏のための(2008年)
- 「誰渡洸河」十七絃箏・箏と弦楽オーケストラのための協奏曲(2009年)
- 「明月楽 壱の巻」-アルト・フルートと十七絃箏・箏のための(2009年)
- シアターピース「生命の舟」「江州音頭幻想」(2010年)
- 「笠 Bach」-ヴァイオリン独奏のための(2010年)
- 「草 Bach」-チェロ独奏のための(2010年)
- 「瀬 Bach」-クラリネット独奏のための(2010年)
- 「野 Bach」-オーボエ独奏のための(2010年)
- 「薙日」-打楽器独奏のための(2010年)
- 「凛」-ソロパーカッショニストと杖鼓プレイヤーのための(2010年)
- 「明月楽 弐の巻」-声を伴う十七絃箏・箏のための(2010年)
- 「明月楽 参の巻」-チェロと二十絃箏のための(2010年)
- 「明月楽 四の巻」-オーボエと13絃を伴う17絃のための(2010年)
- 「月下芙蓉」-オーボエ、ファゴット、箏のための(2010年)
- 「美しい今」-声楽、ヴァイオリン、チェロ、ピアノのための(2010年)
- 「蕪村のまなざし」-（女声三部合唱＋十七絃箏版(2010年)
- 「かしの木の歌」-（詩と曲、共に）(2011年)
- シアターピース「かしの木物語」(2011年)
- 「交聲譜」-鈴鹿馬子唄による(2011年)
- 「郷」-東西交聲と絃楽のための協奏譜(2011年)
- 「郷」-打楽器と十七絃箏のための二重協奏的交響曲(2011年)
- 「遠聲譜」-ソロマリンバとマリンバ群のための(2011年)

著作
- 「Harmonia(通号30) 2000年3月」 P3「廣瀬量平作曲『チェロ協奏曲 悲』の研究(その2)」（京都市立芸術大学音楽学部）
- 「Harmonia(通号40) 2010年3月」 P53「アジアの音楽の現在-アジア太平洋現代音楽祭2009を通して」（京都市立芸術大学音楽学部）

## 関連事項
- 滋賀県総合政策部文化振興課. “滋賀文化のススメ 作曲家中村典子さん”. 2013年7月23日閲覧。